# Manuel Eduardo de Gorostiza
Manuel Eduardo de Gorostiza (Veracruz, 1789-Tacubaya (es), 1851) est un écrivain dramaturge, journaliste et diplomate mexicano-espagnol.